# Plateosaurus
Plateosaurus (do latim "lagarto comum") é um gênero de dinossauro herbívoro e semi-quadrúpede que viveu durante o período Triássico. Media em torno de 8 metros de comprimento e pesava cerca de 4 toneladas.
O plateossauro viveu na Europa e foi provavelmente um ancestral dos grandes saurópodes.

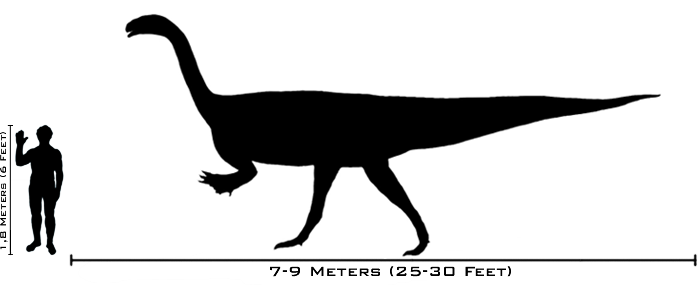
A comparação do tamanho do Plateossauro com o do humano